# Кардиња (Фрозиноне)
Кардиња је насеље у Италији у округу Фрозиноне, региону Лацио.
Према процени из 2011. у насељу је живело 293 становника. Насеље се налази на надморској висини од 259 м.